# Ambasada Bośni i Hercegowiny w Polsce

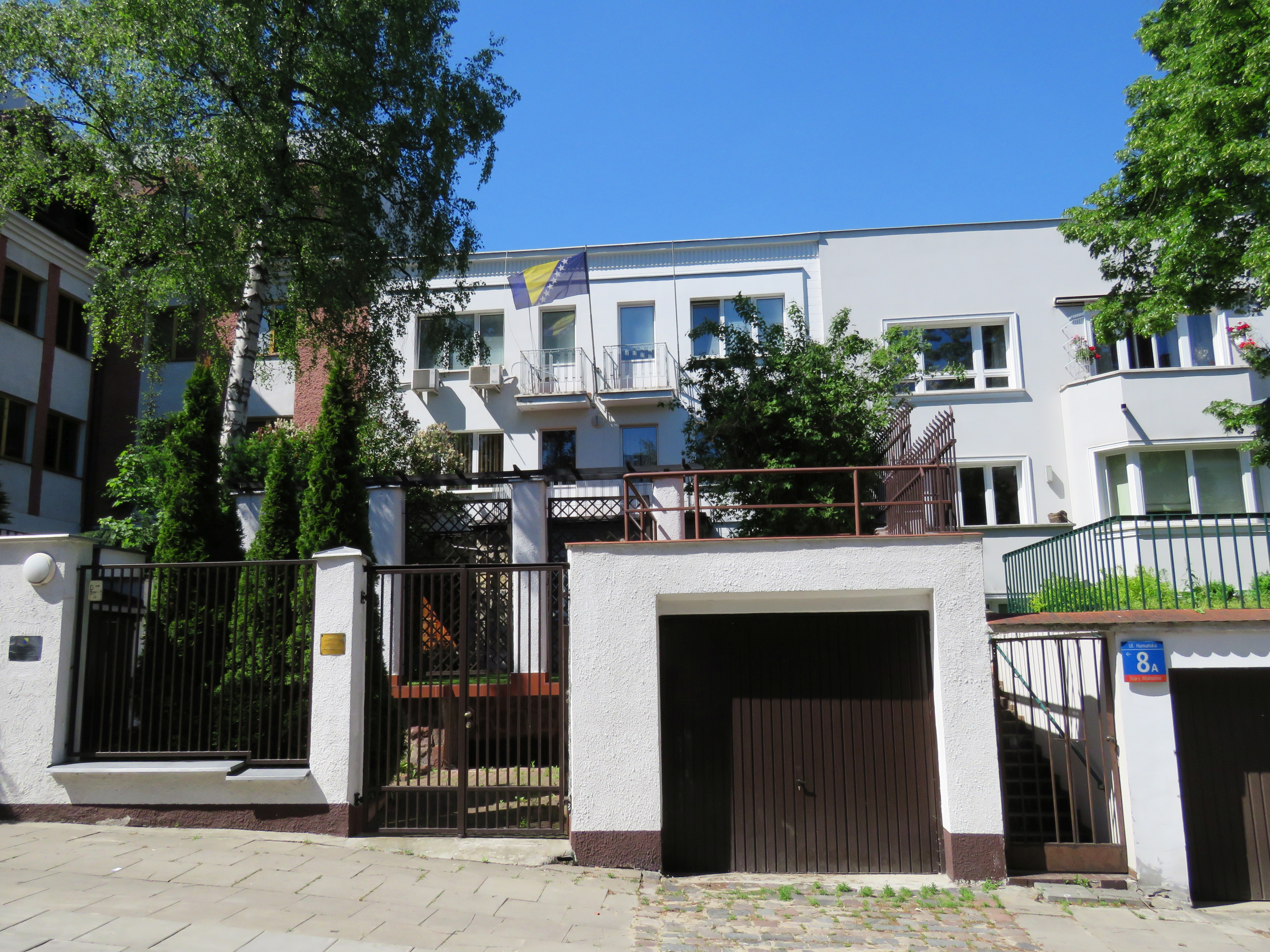
B. siedziba Ambasady Bośni i Hercegowiny przy ul. Humańskiej 10

Ambasada Bośni i Hercegowiny w Polsce (bośn. Ambasada Bosne i Hercegovine u Republici Poljskoj) – bośniacka placówka dyplomatyczna mieszcząca się w Warszawie przy ul. Ignacego Krasickiego 35.

## Historia stosunków dyplomatycznych i siedziby
Do czasu uzyskania przez Bośnię i Hercegowinę niepodległości, kontakty z Polską utrzymywano w ramach kontaktów z Jugosławią. Stosunki dyplomatyczne z Bośnią i Hercegowiną nawiązano w 1995. W latach 2003–2005 w Warszawie był też akredytowany ambasador tego kraju mający swoją siedzibę w Berlinie. W Polsce władze Bośni i Hercegowiny otworzyły swoje przedstawicielstwo dyplomatyczne w 2006, które mieściło się przy ul. Humańskiej 10 (–2020), obecnie przy ul. Krasickiego 35 (2020–).

## Ambasadorowie BiH w Polsce
- 2003–2005 – Nedeljko Despotović (rezydujący w Berlinie)[3]
- 2006–2010 – Zoran Skenderija[3]
- 2010–2014 – Koviljka Špirić
- 2014–2018 – Duško Kovačević
- 2018–2019 – Ivan Dunđer
- od 2019 – Koviljka Špirić